# George Fox
George Fox (Leicestershire, Reino de Inglaterra; julio de 1624 - Londres, 13 de enero de 1691) fue un disidente inglés fundador de la Sociedad Religiosa de Amigos, cuyos miembros son comúnmente conocidos como "cuáqueros".
Vivió en una época de grandes movimientos sociales, se rebeló en contra del consenso religioso y político al promover un enfoque poco usual del cristianismo. Su diario es una lectura popular, aun entre quienes no son cuáqueros, debido a su forma de narrar su recorrido personal.
Durante una manifestación en 1650, Fox fue encarcelado por blasfemia. Para burlarse de la frase de Fox: Que tiemble en la palabra del Señor, un juez lo llamó a él y a sus seguidores "Quakers" origen de la palabra ("los que tiemblan"). Con este nombre (cuáqueros) se conoce hoy en día a los seguidores de su doctrina.
Su imagen es conocida actualmente por aparecer en los productos de la Quaker Oats Company.

## Los primeros años:
Fox nació en un pueblo del Condado de Leicester, Inglaterra (ahora conocido como Fenny Drayton), 24 km al suroeste de Leicester. Su padre, Christopher Fox, era un tejedor, conocido por sus vecinos como el "cristiano más recto"; su madre Mary Lago, era según Fox, "de las reservas de los mártires".
Durante su infancia, Fox tuvo una seria devoción religiosa. Su educación estaba basada en la fe y en la práctica de la iglesia de Inglaterra, de la que su familia era miembro; la iglesia de su pueblo era puritana y presbiteriana. No tuvo una educación formal, pero aprendió a leer y a escribir. Durante su adolescencia, estaba fascinado con la Biblia, la cual estudiaba continuamente. Fox afirmó : "Cuando cumplí once años, conocí la pureza y la rectitud; y mientras era un niño, aprendí a vivir para mantenerme puro. El Señor me enseñó a ser fiel, en todas las cosas, y a actuar fielmente de dos maneras: interiormente hacia Dios, y exteriormente hacia el hombre" (Jones 1908 [1]).
Cuando creció, pensó en hacerse ministro religioso. Sin embargo, fue aprendiz de un zapatero. Oficio apropiado para su temperamento contemplativo, llegando a ser bien conocido por su diligencia entre los madereros que tenían negocios con su maestro. Una obsesión constante para Fox era la búsqueda de la simplicidad en la vida, en el sentido de humildad y abandono del lujo, y el corto tiempo que pasó como pastor fue clave para la formación de esta idea. En sus últimos años, escribió una carta de difusión general señalando que Abel, Noé, Abraham, Jacob, Moisés y David eran todos cuidadores de ovejas o ganado, y que una educación aprendida no debería ser vista como un requisito para el sacerdocio (Marsh 1847, 364).
A pesar de su educación, Fox no sintió vergüenza en trabar amistad con gente educada. Frecuentemente visitaba a Nathaniel Stephens, el pastor protestante de su ciudad, con quien mantenía largas discusiones sobre asuntos religiosos. Stephens consideraba a Fox como un hombre joven dotado, pero los dos estaban en desacuerdo en muchos temas, por lo que más tarde Nathaniel trataría a Fox como un loco y hablaría contra él durante su carrera. También tenía amigos que eran "profesores" (seguidores de la religión estándar), pero a la edad de 19 años había comenzado a mirar con desprecio sus comportamientos, en particular por el alcohol. Fox registró que una noche mientras oraba oyó una voz interior diciéndole, "Tú ves cómo la gente joven cae en la vanidad, y los viejos en la tierra; y debes abstenerte de todos, jóvenes y adultos, y mantenerte fuera de todo, y ser como un extraño para todo" (Jones 1908 [2]).

## Encarcelamiento
En Derby Fox fue encarcelado por blasfemia en 1650. Un juez se mofó de la exhortación de Fox a "temblar ante la palabra del Señor", llamándolo a él y a sus seguidores "cuáqueros", que es el nombre que hoy se usa normalmente para referirse a la Sociedad de Amigos. Sufrió un penoso tratamiento en prisión, a causa de su negativa a luchar contra el retorno de la monarquía (o mejor dicho, a tomar las armas con cualquier motivo). Fue condenado de nuevo en 1653 en Carlisle; incluso se propuso condenarle a muerte pero el Parlamento de Inglaterra solicitó su puesta en libertad para evitar la "muerte de un joven... a causa de la religión".
Estos comienzos bajo persecución forzaron a Fox a fijar su posición acerca de los juramentos y la violencia. Aunque previamente ya había mostrado en sus discursos su tendencia contraria a jurar o a tomar las armas, esta actitud se volvió una parte muy importante de su predicación pública: estaba firmemente decidido a que ni él ni ninguno de sus seguidores cedieran bajo la presión. En una carta de 1652 ("Lo que se consigue por la espada"), instó a los Amigos a no usar "armas físicas", sino "armas espirituales", diciéndoles "dejad a las olas [el poder de las naciones] romper contra vuestras cabezas".
Fue encarcelado de nuevo en Londres en 1654, Launceston en 1656, Lancaster en 1660 y 1663, Scarborough en 1666 y Worcester en 1674. Frecuentemente era arrestado sin ningún cargo salvo causar "disturbios", pero él y el resto de los Amigos también fueron acusados de delitos más graves. Los cuáqueros desafiaban las leyes en contra de los cultos no autorizados, a pesar de que estos reglamentos eran aplicados de forma muy irregular. Los actos basados en la defensa de la igualdad social, como no usar nunca los títulos de nobleza, o no descubrirse la cabeza frente al tribunal, eran tachados de irrespetuosos. La negativa a hacer juramentos hacía que los cuáqueros fueran perseguidos por la ley por incumplimiento del Juramento de Lealtad; además, provocaba graves conflictos al testificar ante el tribunal.
A pesar de hallarse en prisión, George Fox siguió escribiendo y predicando. Sentía que un lado positivo de estar encarcelado era poder estar en contacto con personas que necesitaban su ayuda, tanto los carceleros como sus compañeros de prisión. Además trató de dar ejemplo con sus acciones, poniendo la otra mejilla cuando era golpeado y no dejándose abatir por el maltrato de sus guardianes.

## Sufrimiento y desarrollo
Las persecuciones de estos años, con unos mil Amigos encarcelados en 1657, endureció las opiniones de Fox acerca de los ritos tradicionales sociales y religiosos. En sus prédicas, a menudo enfatizaba el rechazo de los cuáqueros al bautismo con agua; esta era una forma útil de resaltar cómo la idea de los Amigos sobre la transformación interna difería de lo que ellos consideraban la superstición de los rituales. También resultaba una deliberada provocación a los partidarios de esos ritos, proporcionándole a Fox la oportunidad para discutir con ellos sobre temas de Escrituras. Esta forma de actuar se mostraba asimismo en sus apariciones ante los tribunales: cuando un juez le instaba a quitarse el sombrero, Fox respondía preguntando en qué lugar de la Biblia se encontraba tal normativa.
La Sociedad de Amigos fue organizándose progresivamente hacia el final de la década. Se llevaban a cabo grandes reuniones, incluyendo un evento de tres días en Bedfordshire, el precursor del actual Encuentro Británico Anual. Fox también encargó a dos Amigos que viajaran a través del país recogiendo los testimonios de los cuáqueros encarcelados, como evidencia de la persecución a la que eran sometidos; esto dio lugar a la fundación en 1675 de la Reunión de los Sufrimientos, que ha seguido celebrándose hasta la actualidad.
Prácticamente todos los estudiosos coinciden en que en la década de los 50, cuando los Amigos eran más combativos, fue el período más creativo de su historia, y a medida que el final de la década se acercaba Fox iba adquiriendo una actitud más optimista acerca de la idea de que el movimiento se convirtiera, en sus propias palabras "en la Iglesia de Inglaterra". En 1659, envió al parlamento su panfleto más políticamente radical, Fifty-nine Particulars laid down for the Regulating Things, pero la época era tan turbulenta que no se le hizo caso.